# Crossomitrium patrisiae
Crossomitrium patrisiae är en bladmossart som beskrevs av C. Müller 1874. Crossomitrium patrisiae ingår i släktet Crossomitrium och familjen Daltoniaceae. Inga underarter finns listade i Catalogue of Life.